# Андреев, Александр Петрович (генерал-лейтенант авиации)
Алекса́ндр Петро́вич Андре́ев (27 августа 1901, г. Новая Бухара, Бухарский эмират, протекторат Российской империи — 19 сентября 1987, Киев, Украинская ССР, СССР) — советский военачальник, генерал-лейтенант Советской Армии, участник Гражданской, Испанской и Великой Отечественной войн.

## Биография

Могила Андреева на Лукьяновском военном кладбище Киева.

Александр Андреев родился 27 августа 1901 года в городе Новая Бухара (ныне — Узбекистан). В сентябре 1919 года он пошёл на службу в Рабоче-крестьянскую Красную Армию. Участвовал в боях Гражданской войны, в том числе разгроме Бухарского эмирата, будучи красноармейцем в военкомате города Кушка и курсантом. В 1921 году окончил Туркестанские командные артиллерийские курсы. Член РКП(б) с 1919 года.
После окончания служил в артиллерии командиром взвода в 1-м Туркестанском легко-артиллерийском дивизионе, с мая 1922 — адъютантом управления артиллерии Туркестанского фронта, с ноября 1922 — командиром взвода 1-й отдельной горной батареи. Участвовал в боевых действиях против басмачей.
В 1923 году был переведён на службу в авиационные части Красной Армии. С ноября 1925 года — лётчик-наблюдатель 2-й легкобомбардировочной эскадрильи. В марте 1929 года находился в командировке в Афганистане. С марта 1925 года — помощник командира 26-го отдельного корпусного авиационного отряда, с марта 1930 года был начальником штаба 28-го отдельного корпусного авиационного отряда.
В 1932 году окончил командный факультет Военно-воздушной академии имени профессора Н. Е. Жуковского. С 1932 — начальник штаба 83-й истребительной авиационной бригады, с ноября 1936 года — командир 13-й отдельной скоростной бомбардировочной эскадрильи, с мая 1937 — командир 51-й скоростной бомбардировочной авиационной бригады.
В мае 1938 года комбриг Александр Андреев был направлен в командировку в Испанию, где в то время шла гражданская война. До января 1939 года он служил военным советником по авиации республиканской армии. После возвращения в СССР в апреле 1939 года назначен заместителем командующего военно-воздушными силами Северо-Кавказского военного округа. С августа 1940 года командовал 50-й авиационной дивизией. С марта 1941 года — командующий военно-воздушными силами 8-й армии Прибалтийского особого военного округа.
Начало Великой Отечественной войны он встретил в должности командующего военно-воздушными силами 8-й армии . Под его руководством армейская авиация совершала разведывательные, штурмовые, истребительные боевые вылеты, проводилось перевооружение частей в том числе и на поставленную по лендлизу американскую боевую технику. С ноября 1942 года Андреев командовал 276-й бомбардировочной авиационной дивизией 13-й воздушной армии. За годы войны участвовал в Прибалтийской и Ленинградской оборонительных операциях, в обороне Ленинграда, в Синявинской (1942), Мгинской наступательных операциях, в окончательном снятии блокады Ленинграда, освобождении Прибалтики.
С сентября 1944 года — начальник военно-воздушного отдела Союзной контрольной комиссии в Финляндии, и с этого времени в боевых действиях не участвовал. После окончания войны Андреев продолжил службу в Советской Армии. С октября 1947 — помощник командующего 13-й воздушной армией, с июля 1948 — командир 275-й истребительной авиационной дивизии, затем — военный атташе СССР в Финляндии. В 1952 году окончил Высшие академические курсы при Высшей военной академии имени К. Е. Ворошилова. С октября 1952 — командующий ВВС Южно-Уральского военного округа. С апреля 1958 — командующий ВВС Приволжского военного округа. В феврале 1961 году генерал-лейтенант авиации А. Андреев уволен в запас.
Проживал в Киеве. Умер 19 сентября 1987 года, похоронен на Лукьяновском военном кладбище Киева.

## Воинские звания
- полковник — 19 апреля 1936 года
- комбриг — 20 февраля 1938 года
- генерал-майор авиации — 4 июня 1940 года
- генерал-лейтенант авиации — 18 февраля 1958 года

## Награды
- Орден Ленина (21.02.1945)
- пять орденов Красного Знамени (23.11.1942, 5.10.1944, 3.11.1944, 13.09.1945, 15.11.1950)
- Орден Суворова 2-й степени (22.06.1944)
- Орден Кутузова 2-й степени (21.02.1944)
- два ордена Отечественной войны 1-й степени (21.11.1943, 11.03.1985)
- Орден Отечественной войны 2-й степени (25.11.1947)
- Орден Красной Звезды (22.02.1938)[4]
- медали СССР[5].